# Magda Schneider
Magda Schneider (født 17. maj 1909 i Augsburg, død 30. juli 1996) er en tysk skuespiller og sanger. Hun var Romy Schneiders mor, der ligeledes var skuespiller. 

## Biografi
Efter hun havde læst stenografi og maskinskrivning, kom hun på konservatoriet og lærte at synge samt på byteatret i Augsburg og lærte at danse ballet. 
Hun fik sin første filmrolle i 1930 i filmen Boykott.
Hun var gift med skuespilleren Wolf Albach-Retty fra 1937 til 1941 (hvor manden døde), som hun lærte at kende under optagelserne på filmen Kind, ich freu mich auf dein Kommen, hvori de begge spillede. Han blev far til datteren Rosemarie (kendt som Romy Schneider). I flere film har hun spillet sammen med datteren.

## Filmografi
Magda Schneider har blandt andet indspillet følgende film : 
- Boykott, 1930
- Das Lied einer Nacht, 1932
- Liebelei, 1933
- Sissi, 1955 (første film i trilogi omhandlende Elisabeth af Østrig-Ungarn)
- Sissi, den unge kejserinde, 1956
- Sissi på tronen, 1957